# Takako Tezuka
Takako Tezuka (手塚 貴子 Tezuka Takako?, Tochigi, 6 de noviembre de 1970) es una exfutbolista japonesa que jugaba como delantera.
Tezuka jugó 41 veces y marcó 19 goles para la selección femenina de fútbol de Japón entre 1986 y 1991. Tezuka fue elegida para integrar la selección nacional de Japón para los Copa Mundial Femenina de Fútbol de 1991.

## Trayectoria

### Clubes
| Club                            | País  | Año         |
| ------------------------------- | ----- | ----------- |
| Yomiuri Nippon SC Ladies Beleza | Japón | ???? - 1992 |
| NTV Beleza                      | Japón | 1996 - 1999 |

### Selección nacional
| Selección | País  | Año         |
| --------- | ----- | ----------- |
| Absoluta  | Japón | 1986 - 1991 |

## Estadística de equipo nacional
| Selección femenina de fútbol de Japón | Selección femenina de fútbol de Japón | Selección femenina de fútbol de Japón |
| Año                                   | Partidos                              | Goles                                 |
| ------------------------------------- | ------------------------------------- | ------------------------------------- |
| 1986                                  | 10                                    | 1                                     |
| 1987                                  | 4                                     | 0                                     |
| 1988                                  | 3                                     | 1                                     |
| 1989                                  | 9                                     | 6                                     |
| 1990                                  | 4                                     | 6                                     |
| 1991                                  | 11                                    | 5                                     |
| Total                                 | 41                                    | 19                                    |